# Nullsoft Scriptable Install System
Nullsoft Scriptable Install System (ou tradução: Sistema de Instalação Scriptável Nullsoft), é um sistema de instalação em código fonte aberto (licença zlib) baseado em scripts, com o menor tamanho de overhead no instalador resultante de compilação e desenvolvida pela Nullsoft, criadora do Winamp. NSIS 1 é em muitas maneiras similar ao clássico instalador do Windows, mas este é facilmente scriptável e suporta mais formatos de compressão. NSIS 2 tem um novo GUI dinâmico, suporta compressão em LZMA, linguagens múltiplas e um fácil sistema de plug-ins. O compilador de scripts do NSIS também compila em plataformas POSIX.

## História
NSIS foi criado pela necessidade de distribuir Winamp. Este é baseado no PiMP (Plug-In Mini Packager), também uma criação da Nullsoft, e foi também conhecido como SuperPiMP. Depois da versão 2.0a0, o projeto foi movido para SourceForge, onde desenvolvedores fora da Nullsoft começaram a trabalhar regularmente. Depois de aproximadamente dois anos de alfas, betas e candidatos a lançamento, NSIS 2.0 foi lançado.

### POSIX
2.01 foi a primeira versão que compila nas plataformas POSIX comprados de caixa. Isto permite compilação cruzada de instaladores do Windows no Linux e FreeBSD sem o uso de WINE. Atualmente, a única plataforma de hardware suportada é x86.

## Conceitos

### Script
O compilador do NSIS, makensis, compila scripts como o exemplo abaixo para criar programas de instalação executáveis. Cada linha em um script contém um único comando.
```
# script de exemplo
Name "Exemplo1"
OutFile "exemplo1.exe"
InstallDir $PROGRAMFILES\Exemplo1
Page directory
Page instfiles
Section
  SetOutPath $INSTDIR
  File ..\makensis.exe
SectionEnd
```

### Modern User Interface
A versão 2.0 introduziu uma nova interface gráfica dinâmica chamada Modern UI (MUI). O MUI tem uma interface com aparência como a de assistentes. Suporta uma página de bem-vindo e término, caixa de diálogo de seleção de linguagens, área de descrição de componentes e melhores opções de personalização do que a interface gráfica antiga.

### Plug-ins
NSIS pode ser estendido com plug-ins que podem comunicar com o instalador. Os plug-ins podem ser escritos em C, C++ e Delphi e podem ser usados para fazer tarefas de instalação ou estender a interface do instalador. Você pode usar um plug-in com uma única linha de código.
Muitos plug-ins vêm junto com o pacote do NSIS. Estes permitem o instalador a mostrar imagens de início, mostrar uma página do NSIS, mostrar uma imagem de fundo, baixar arquivos de um site da web, fazer operações matemáticas, remendar arquivos e muito mais.
Existem outros plug-ins que estão disponíveis on-line, incluindo ZipDLL e um plug-in para Python.

## Qualidades
- Pequeno overhead
- Compressão em zlib, bzip2 e lzma
- Baseado em scripts

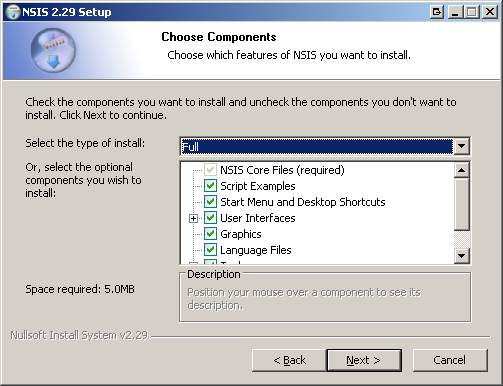
Instalador NSIS

- Instalador multi-línguas (documentação somente em inglês)
- Suporta plug-ins
- Pré-processador de scripts
- Mais (em inglês)...